# Jemima Montag
Jemima Montag, född 15 februari 1998, är en australisk gångare.

## Karriär
I augusti 2023 vid VM i Budapest tog Montag silver på 20 kilometer gång efter ett lopp på 1 timme, 27 minuter och 16 sekunder, vilket blev ett nytt oceaniskt rekord. Vid OS 2024 tog hon brons på 20 kilometer gång.

## Personliga rekord
- 5 000 meter gång – 20.17,35 (Melbourne, 26 februari 2022)[4]
- 10 000 meter gång – 42.34,30 (Birmingham, 6 augusti 2022)[4]
- 10 km gång – 43.25 (Melbourne, 23 maj 2021)[4]
- 20 km gång – 1:27.16 (Budapest, 20 augusti 2023) 0AR0[4]